# Perez (Bibel)
Perez ist im Alten Testament der Name des erstgeborenen Sohnes Judas und Tamars.

## Name
Der Name Perez (hebräisch פֶּרֶץ, altgriechisch Φαρες Phares) leitet sich von dem Verb פרץ paraz ab, welches „einreißen / durchbrechen“ bedeutet. Er lässt sich als „Riss / Bresche / Durchbruch“ übersetzen. Ob mit diesem Namen auf einen Dammriss bei der Geburt angespielt wird, ist unsicher.

## Biographie
Perez ist der Sohn Judas und seiner Schwiegertochter Tamar. Diese war zunächst mit Er, dem Sohn Judas verheiratet, der jedoch bald nach der Hochzeit starb, ohne dass es Nachkommen gab. Daraufhin ging Onan, Ers Bruder, auf Anweisung Judas eine Leviratsehe mit ihr ein, er tat dies aber widerwillig und verhinderte die Zeugung eines Nachkommen. Kurz darauf starb auch er. Von Rechts wegen wäre nun Schela, Onans Bruder, verpflichtet gewesen, Tamar zu heiraten, um seinem Bruder Er Nachkommen zu schaffen. Juda aber zögerte die Vermählung hinaus, da er um den frühen Tod auch seines dritten Sohnes fürchtete. Nach dem Tod der Frau Judas verführte Tamar als Hure verkleidet ihren Schwiegervater und verschaffte sich so Nachkommen.
Perez Zwillingsbruder Serach streckte während der Niederkunft zuerst seine Hand hervor, an welche zur Wiedererkennung ein roter Faden gebunden wurde. Die Hand verschwand jedoch wieder und Perez wurde als Erster geboren, erst nach ihm kam Serach zur Welt (Gen 38,29 ).
Die Söhne des Perez heißen Hezron und Hamul. Hezron ist ein Vorfahr König Davids (Rut 4,18-22 ). Diese Genealogie wird auch in den Stammbäumen Jesu aufgegriffen (Mt 1,3 , Lk 3,33 ).